# Trochoidea gharlapsi
Trochoidea gharlapsi é uma espécie de gastrópode  da família Hygromiidae.
É endémica de Malta.